# Андрейс Циганікс
Андрейс Циганікс (латис. Andrejs Ciganiks, нар. 12 квітня 1997, Рига) — латвійський футболіст українського походження, лівий захисник польського клубу «Відзев» (Лодзь) та національної збірної Латвії.

## Клубна кар'єра

### Ранні роки
Народився 12 квітня 1997 року в місті Рига в родині українця та латвійки. Спочатку грав вісім років у футбольній школі Шитіка (ШФС), в якій шість років поспіль був віце-чемпіоном Латвії в системі 8 на 8. Але у ШФС не було першої команди, плюс до Циганікса стали проявляти інтерес інші клуби, тому Андрейс вирішив перейти в «Сконто», тому що там були перспективи для подальшого розвитку. Два сезони він відіграв в командах U-17 і U-19, після чого став виступати під керівництвом тренера Тамаза Пертії, який тренував дублерів. У якийсь момент Пертія прийняв головну команду «Сконто», тому 2-3 тижні Циганіксу вдалося потренуватися з «основою».

### Виступи у Німеччині
«Сконто» в Ризі організовував товариський міжнародний турнір «Riga Cup». Циганікс грав за команду, де виступали хлопці 96-го року народження, був її капітаном, а на турнір приїхав футбольний агент Фолькер Діргард, який хотів переглянути одного литовського футболіста. У «Сконто» була перша гра проти італійського «Дженоа», і саме після неї грали литовці. У цій грі рижани непогано зіграли, а Циганіксу вдалося забити гол (1:1). В результаті Діргард зацікавився Андрейсом і залишився на наступну гру проти польської «Ягеллонії», в якій Циганіксу вдалося відзначитися дублем, а команда розбила суперника з рахунком 4:1. Після матчу агент підійшов до тата Андрейса, але проблема полягала в тому, що Діргард говорив тільки англійською, тому було вирішено зустрітися ще раз. На наступний день Діргард приїхав з перекладачем, яким виступив Вальдас Іванаускас, відомий в минулому литовський футболіст. В результаті в грудні 2012 року Циганікс поїхав на перегляд в німецький «Баєр 04». Пробувши три дні в складі команди U-17, литовець дуже сподобався тренеру і йому запропонували п'ятирічний контракт. У лютому представники «Баєра» прилетіли в Латвію і підписали із футболістом контракт, а у червні, закінчивши 9 клас, Циганікс відправився в Німеччину і став гравцем юнацької команди леверкузенців.
Перший рік в «Баєрі» Циганікс практично не грав, через травми провів всього три матчі в сезоні. Другий рік пішов на відновлення і лише на третій рік Андрейс зумів закріпитись — він став найкращим бомбардиром своєї команди, у 25 іграх забив 14 голів в юнацькому чемпіонаті, грав і забивав в Юнацькій лізі УЄФА. Після цього 2016 року для отримання ігрової практики гравця було віддано в оренду в клуб Регіоналліги «Вікторія» (Кельн), втім там Андрейса знову переслідували травми, через які він зіграв лише 4 гри у чемпіонаті, і по завершенні сезону у 2017 році розірвав контракт із «Баєром» за обопільною згодою.

### Подальша кар'єра
У сезоні 2017/18 Циганікс грав у Оберлізі Вестфален, п'ятому за рівнем дивізіоні Німеччини за резервну команду «Шальке 04», після чого рік виступав за «Камбюр» у Еерстедивізі, другому за рівнем дивізіоні Нідерландів. В обох командах стабільно виходив на поле, але в кінці сезону втратив місце в основі і контракт не було продовжено.
Влітку 2019 року на правах вільного агента повернувся на батьківщину, де став гравцем РФШ і того ж року виграв з командою Кубок Литви та став віце-чемпіоном країни, відігравши за ризький клуб до кінця сезону 14 матчів в національному чемпіонаті.

### «Зоря» (Луганськ)
16 січня 2020 року перейшов на правах вільного агента до складу «Зорі» (Луганськ).

### Словацько-польський період
У липні 2021 року Андрейс уклав контракт із словацьким клубом ДАК 1904.
2 січня 2023 року захиснк підписав угоду з польською командою «Відзев» (Лодзь), в контракті є умова продовження на один рік до червня 2024 року.

## Виступи за збірні
2011 року дебютував у складі юнацької збірної Латвії (U-16), загалом на юнацькому рівні взяв участь у 9 іграх, відзначившись одним забитим голом.
Протягом 2015—2019 років залучався до складу молодіжної збірної Латвії. На молодіжному рівні зіграв у 12 офіційних матчах, забив 1 гол.
У 2017 році заявив, що не проти виступати за свою історичну країну, якщо б отримав запрошення від збірної України, але 13 жовтня 2018 року дебютував в офіційних матчах у складі національної збірної Латвії в грі Ліга націй УЄФА 2018/19 проти Казахстану (1:1), вийшовши на заміну на 67 хвилині замість Рітварса Ругінса.

## Досягнення
- Володар Кубка Латвії: 2019

## Особисте життя
Має українське коріння. У тата немає латвійського громадянства, а у мами є. Бабуся по маминій лінії родом з України (Івано-Франківська область). У тата батьки теж з України, але при цьому батько народився в Латвії, хоча громадянства не має. Мама виростила трьох дітей і працює в онкологічній лікарні, тато — водій. Також Андрейс є троюрідним племінником відомого українського телеведучого та журналіста Ігоря Циганика.
Крім латиської, він також говорить російською, німецькою та англійською мовами.